# 阿泽利奥·维奇尼
阿泽利奥·维奇尼（義大利語：Azeglio Vicini，1933年3月20日—2018年1月30日），生于切塞纳，意大利足球教练、前运动员。他曾带领意大利参加1990年国际足联世界杯和1988年欧洲足球锦标赛。